# Vil·la romana del Palmerar
La vila romana del Palmerar és un habitatge senyorial del segle IV que es trobava al Portus Illicitanus, al terme municipal de Santa Pola (Baix Vinalopó, País Valencià).
Aquest habitatge disposava d'un gran pati amb peristil, envoltat per un corredor pavimentat amb mosaics. Els mosaics estan realitzats amb tessel·les de pedra calcària d'un centímetre. La decoració la componen una sèrie de motius geomètrics a base de greques negres sobre fons blanc, composicions en voga al segle IV i nusos de Salomó senzills dobles en color roig, negre, ocre, blanc i motius florals.
Es tracta d'una vila de luxe, un model de construcció que respon a les preferències de la classe aristocràtica terratinent per a les seues residències privades, durant el Baix Imperi.
Els materials extrets en l'excavació situen la mansió a principis del segle IV d. C. Les monedes ofereixen una datació a partir del 321.
El conjunt arqueològic descrit no es va erigir sobre terreny verge, sinó que es va assentar sobre construccions precedents, concretament dels segles I i II d. C.